# Afanasijs Kuzmins
Afanasijs Kuzmins (ros. Афанасий Иванович Кузьмин, Afanasij Iwanowicz Kuzmin; ur. 22 marca 1947 w Krivošejeva) – łotewski strzelec sportowy, specjalista w strzelaniu z pistoletów różnego rodzaju. Dwukrotny medalista olimpijski, wielokrotny medalista mistrzostw świata i Europy. Zasłużony Mistrz Sportu ZSRR.

## Młodość i wykształcenie
Kuzmins urodził się w małej miejscowości Krivošejeva, położonej obecnie w Gminie Dyneburg, jako syn Ivansa (ros. Иван Каллистратович, Iwan Kalistratowicz) i Jevdokiji Ivanovnej. Został wychowany na staroobrzędowca, ochrzczono go w rodzinnej miejscowości. W 1951 roku wraz z rodziną przeniósł się do Dyneburga; zamieszkał w domu wybudowanym przez jego ojca – z zawodu był on bowiem murarzem. Wychowywany był głównie przez matkę.
Nauki zaczął pobierać w 1954 roku w wieku siedmiu lat. Już wtedy uprawiał sport, a najchętniej piłkę nożną i biegi narciarskie. W szkole po raz pierwszy usłyszał o strzelectwie jako dyscyplinie sportowej. Nikołaj Lebiediew, późniejszy trener Kuzminsa, prowadził wówczas zajęcia zachęcające do uprawiania tej dyscypliny przez młodzież.
Ukończył szkołę techniczną i zawodową w Dyneburgu, przez rok pracował przy wytwarzaniu włókien chemicznych (początek lat sześćdziesiątych). Kuzmins jest również absolwentem Łotewskiego Państwowego Instytutu Kultury Fizycznej, pracował jako nauczyciel.

## Kariera
Już w 1963 roku wystąpił na spartakiadzie narodów w Moskwie jako reprezentant klubu CS Dynamo. W wieku 18 lat po raz pierwszy uczestniczył w zawodach zagranicznych. Odbyły się one w Niemczech, a Kuzmins już w debiucie zwyciężył.
Swoje pierwsze pieniądze za wyniki sportowe otrzymał w 1965 roku, dwa lata później debiutował w kadrze ZSRR. W 1969 zdobył pierwsze medale na mistrzostwach Europy, rok później stawał na podium mistrzostw świata i ZSRR.
Afanasijs Kuzmins uczestniczył dziewięciokrotnie na letnich igrzyskach olimpijskich (1976, 1980, 1988, 1992, 1996, 2000, 2004, 2008 i 2012). We wszystkich startach olimpijskich wziął udział w konkurencji strzelania - pistolet szybkostrzelny 25 m. W tej konkurencji zdobył dwa medale: złoty (1988) i srebrny (1992). W 1996 wziął również udział w konkurencji: pistolet pneumatyczny 10 m. Do igrzysk w 1988 brał udział na igrzyskach jako zawodnik z ZSRR, lecz z powodu zmian politycznych,  od 1992 brał udział już jako zawodnik Łotwy. Na mistrzostwach świata, mistrzostwach Europy i igrzyskach olimpijskich, Kuzmins zdobył ponad 30 medali. Jest również wielokrotnym mistrzem ZSRR i Łotwy, stawał wielokrotnie na podium podczas zawodów Pucharu Świata. Zwyciężył także na zawodach Przyjaźń-84.
Za swe osiągnięcia odznaczony łotewskim Orderem Westharda IV klasy, Orderem Przyjaźni Narodów i Orderem „Znak Honoru”. Ma żonę Galinę.

## Wyniki szczegółowe
Poniżej znajdują się wyniki Afanasijsa Kuzminsa na najważniejszych światowych i kontynentalnych imprezach. Zostały one uszeregowane według roku (od pierwszego startu do ostatniego). W przypadku, kiedy zawodnik startował w tym samym roku w kilku konkurencjach, wyniki są uszeregowane od najlepszego do najgorszego.

### Igrzyska olimpijskie
| Igrzyska | Konkurencja                   | Wynik                             | Miejsce     | Źródło |
| -------- | ----------------------------- | --------------------------------- | ----------- | ------ |
| IO 1976  | Pistolet szybkostrzelny, 25 m | 595 punktów (298-297)             | 4 (na 48)   | [ 6 ]  |
| IO 1980  | Pistolet szybkostrzelny, 25 m | 595 punktów (297-298)             | 6 (na 40)   | [ 7 ]  |
| IO 1988  | Pistolet szybkostrzelny, 25 m | 598 (300-298) + 100 punktów (698) | 1 (na 32)   | [ 8 ]  |
| IO 1992  | Pistolet szybkostrzelny, 25 m | 785 + 97 punktów (882)            | 2 (na 30)   | [ 9 ]  |
| IO 1996  | Pistolet szybkostrzelny, 25 m | 585 punktów                       | 10 (na 23)  | [ 10 ] |
| IO 1996  | Pistolet pneumatyczny, 10 m   | 574 punkty (96-91-96-98-96-97)    | 29T (na 50) | [ 11 ] |
| IO 2000  | Pistolet szybkostrzelny, 25 m | 585+96,3 (681,3 pkt.)             | 8 (na 20)   | [ 12 ] |
| IO 2004  | Pistolet szybkostrzelny, 25 m | 574 punkty                        | 14 (na 17)  | [ 13 ] |
| IO 2008  | Pistolet szybkostrzelny, 25 m | 565 punktów                       | 13 (na 19)  | [ 14 ] |
| IO 2012  | Pistolet szybkostrzelny, 25 m | 569 punktów                       | 17 (na 18)  | [ 15 ] |

### Mistrzostwa świata
| Mistrzostwa | Konkurencja                                   | Wynik        | Miejsce | Źródło              |
| ----------- | --------------------------------------------- | ------------ | ------- | ------------------- |
| MŚ 1970     | Pistolet centralnego zapłonu, 25 m, drużynowo | 2329 punktów | 3       | [ 16 ] [ 17 ] [ 3 ] |
| MŚ 1970     | Pistolet szybkostrzelny, 25 m, drużynowo      | brak danych  | 4       | [ 16 ] [ 17 ] [ 3 ] |
| MŚ 1970     | Pistolet szybkostrzelny, 25 m                 | brak danych  | 36      | [ 16 ] [ 17 ] [ 3 ] |
| MŚ 1970     | Pistolet centralnego zapłonu, 25 m            | brak danych  | 53      | [ 16 ] [ 17 ] [ 3 ] |
| MŚ 1974     | Pistolet szybkostrzelny, 25 m, drużynowo      | 2361 punktów | 1       | [ 16 ] [ 17 ] [ 3 ] |
| MŚ 1974     | Pistolet standardowy, 25 m, drużynowo         | 2303 punkty  | 1       | [ 16 ] [ 17 ] [ 3 ] |
| MŚ 1974     | Pistolet szybkostrzelny, 25 m                 | 591 punktów  | 7       | [ 16 ] [ 17 ] [ 3 ] |
| MŚ 1974     | Pistolet standardowy, 25 m                    | 572 punkty   | 8       | [ 16 ] [ 17 ] [ 3 ] |
| MŚ 1982     | Pistolet szybkostrzelny, 25 m, drużynowo      | 2376 punktów | 1       | [ 16 ] [ 17 ] [ 3 ] |
| MŚ 1982     | Pistolet centralnego zapłonu, 25 m, drużynowo | 2356 punktów | 1       | [ 16 ] [ 17 ] [ 3 ] |
| MŚ 1982     | Pistolet centralnego zapłonu, 25 m            | 589 punktów  | 5       | [ 16 ] [ 17 ] [ 3 ] |
| MŚ 1982     | Pistolet szybkostrzelny, 25 m                 | 594 punkty   | 6       | [ 16 ] [ 17 ] [ 3 ] |
| MŚ 1986     | Pistolet centralnego zapłonu, 25 m, drużynowo | 1796 punktów | 1       | [ 16 ] [ 17 ] [ 3 ] |
| MŚ 1986     | Pistolet szybkostrzelny, 25 m, drużynowo      | 1779 punktów | 1       | [ 16 ] [ 17 ] [ 3 ] |
| MŚ 1986     | Pistolet standardowy, 25 m, drużynowo         | 1725 punktów | 1       | [ 16 ] [ 17 ] [ 3 ] |
| MŚ 1986     | Pistolet standardowy, 25 m                    | 578 punktów  | 1       | [ 16 ] [ 17 ] [ 3 ] |
| MŚ 1986     | Pistolet centralnego zapłonu, 25 m            | 589 punktów  | 2       | [ 16 ] [ 17 ] [ 3 ] |
| MŚ 1986     | Pistolet szybkostrzelny, 25 m                 | brak danych  | 11      | [ 16 ] [ 17 ] [ 3 ] |
| MŚ 1990     | Pistolet szybkostrzelny, 25 m, drużynowo      | 1766 punktów | 1       | [ 16 ] [ 17 ] [ 3 ] |
| MŚ 1990     | Pistolet centralnego zapłonu, 25 m, drużynowo | 1762 punkty  | 1       | [ 16 ] [ 17 ] [ 3 ] |
| MŚ 1990     | Pistolet standardowy, 25 m, drużynowo         | 1723 punkty  | 1       | [ 16 ] [ 17 ] [ 3 ] |
| MŚ 1990     | Pistolet szybkostrzelny, 25 m                 | 588+96       | 4       | [ 16 ] [ 17 ] [ 3 ] |
| MŚ 1990     | Pistolet standardowy, 25 m                    | 575 punktów  | 5       | [ 16 ] [ 17 ] [ 3 ] |
| MŚ 1990     | Pistolet centralnego zapłonu, 25 m            | 584 punkty   | 8       | [ 16 ] [ 17 ] [ 3 ] |
| MŚ 1994     | Pistolet standardowy, 25 m                    | 566 punktów  | 23      | [ 16 ] [ 17 ] [ 3 ] |
| MŚ 1994     | Pistolet szybkostrzelny, 25 m                 | 575 punktów  | 39      | [ 16 ] [ 17 ] [ 3 ] |
| MŚ 1998     | Pistolet szybkostrzelny, 25 m                 | 582 punkty   | 14      | [ 16 ] [ 17 ] [ 3 ] |
| MŚ 2002     | Pistolet szybkostrzelny, 25 m                 | 582 punkty   | 14      | [ 16 ] [ 17 ] [ 3 ] |
| MŚ 2006     | Pistolet szybkostrzelny, 25 m                 | 566 punktów  | 43      | [ 16 ] [ 17 ] [ 3 ] |
| MŚ 2010     | Pistolet szybkostrzelny, 25 m                 | 551 punktów  | 62      | [ 16 ] [ 17 ] [ 3 ] |

### Mistrzostwa Europy
| Mistrzostwa | Konkurencja                                   | Wynik       | Miejsce | Źródło              |
| ----------- | --------------------------------------------- | ----------- | ------- | ------------------- |
| ME 1969     | Pistolet centralnego zapłonu, 25 m, drużynowo | Brak danych | 1       | [ 16 ] [ 3 ] [ 17 ] |
| ME 1969     | Pistolet standardowy, 25 m, drużynowo         | Brak danych | 2       | [ 16 ] [ 3 ] [ 17 ] |
| ME 1969     | Pistolet centralnego zapłonu, 25 m            | Brak danych | 5       | [ 16 ] [ 3 ] [ 17 ] |
| ME 1969     | Pistolet szybkostrzelny, 25 m, drużynowo      | Brak danych | 7       | [ 16 ] [ 3 ] [ 17 ] |
| ME 1969     | Pistolet standardowy, 25 m                    | Brak danych | 9       | [ 16 ] [ 3 ] [ 17 ] |
| ME 1969     | Pistolet szybkostrzelny, 25 m                 | Brak danych | 13      | [ 16 ] [ 3 ] [ 17 ] |
| ME 1975     | Pistolet szybkostrzelny, 25 m, drużynowo      | Brak danych | 2       | [ 16 ] [ 3 ] [ 17 ] |
| ME 1975     | Pistolet szybkostrzelny, 25 m                 | Brak danych | 16      | [ 16 ] [ 3 ] [ 17 ] |
| ME 1977     | Pistolet centralnego zapłonu, 25 m, drużynowo | Brak danych | 3       | [ 16 ] [ 3 ] [ 17 ] |
| ME 1977     | Pistolet szybkostrzelny, 25 m, drużynowo      | Brak danych | 7       | [ 16 ] [ 3 ] [ 17 ] |
| ME 1977     | Pistolet centralnego zapłonu, 25 m            | Brak danych | 17      | [ 16 ] [ 3 ] [ 17 ] |
| ME 1977     | Pistolet szybkostrzelny, 25 m                 | Brak danych | 33      | [ 16 ] [ 3 ] [ 17 ] |
| ME 1981     | Pistolet centralnego zapłonu, 25 m, drużynowo | Brak danych | 1       | [ 16 ] [ 3 ] [ 17 ] |
| ME 1981     | Pistolet szybkostrzelny, 25 m, drużynowo      | Brak danych | 1       | [ 16 ] [ 3 ] [ 17 ] |
| ME 1981     | Pistolet szybkostrzelny, 25 m                 | 597 punktów | 3       | [ 16 ] [ 3 ] [ 17 ] |
| ME 1981     | Pistolet centralnego zapłonu, 25 m            | 589 punktów | 5       | [ 16 ] [ 3 ] [ 17 ] |
| ME 1985     | Pistolet centralnego zapłonu, 25 m, drużynowo | Brak danych | 1       | [ 16 ] [ 3 ] [ 17 ] |
| ME 1985     | Pistolet standardowy, 25 m                    | 580 punktów | 1       | [ 16 ] [ 3 ] [ 17 ] |
| ME 1985     | Pistolet standardowy, 25 m, drużynowo         | Brak danych | 1       | [ 16 ] [ 3 ] [ 17 ] |
| ME 1985     | Pistolet centralnego zapłonu, 25 m            | 588 punktów | 8       | [ 16 ] [ 3 ] [ 17 ] |
| ME 1985     | Pistolet szybkostrzelny, 25 m                 | Brak danych | 9       | [ 16 ] [ 3 ] [ 17 ] |
| ME 1985     | Pistolet szybkostrzelny, 25 m, drużynowo      | Brak danych | 12      | [ 16 ] [ 3 ] [ 17 ] |
| ME 1989     | Pistolet centralnego zapłonu, 25 m            | 590 punktów | 1       | [ 16 ] [ 3 ] [ 17 ] |
| ME 1989     | Pistolet centralnego zapłonu, 25 m, drużynowo | Brak danych | 1       | [ 16 ] [ 3 ] [ 17 ] |
| ME 1989     | Pistolet standardowy, 25 m, drużynowo         | Brak danych | 2       | [ 16 ] [ 3 ] [ 17 ] |
| ME 1989     | Pistolet szybkostrzelny, 25 m, drużynowo      | Brak danych | 3       | [ 16 ] [ 3 ] [ 17 ] |
| ME 1989     | Pistolet standardowy, 25 m                    | 572 punkty  | 4       | [ 16 ] [ 3 ] [ 17 ] |
| ME 1989     | Pistolet szybkostrzelny, 25 m                 | Brak danych | 9       | [ 16 ] [ 3 ] [ 17 ] |
| ME 1991     | Pistolet centralnego zapłonu, 25 m, drużynowo | Brak danych | 1       | [ 16 ] [ 3 ] [ 17 ] |
| ME 1991     | Pistolet standardowy, 25 m, drużynowo         | Brak danych | 1       | [ 16 ] [ 3 ] [ 17 ] |
| ME 1991     | Pistolet szybkostrzelny, 25 m                 | 588 punktów | 2       | [ 16 ] [ 3 ] [ 17 ] |
| ME 1991     | Pistolet szybkostrzelny, 25 m, drużynowo      | Brak danych | 2       | [ 16 ] [ 3 ] [ 17 ] |
| ME 1991     | Pistolet standardowy, 25 m                    | 573 punkty  | 3       | [ 16 ] [ 3 ] [ 17 ] |
| ME 1991     | Pistolet centralnego zapłonu, 25 m            | Brak danych | 9       | [ 16 ] [ 3 ] [ 17 ] |
| ME 1995     | Pistolet standardowy, 25 m                    | 574 punkty  | 3       | [ 16 ] [ 3 ] [ 17 ] |
| ME 1995     | Pistolet szybkostrzelny, 25 m                 | 586+102,2   | 4       | [ 16 ] [ 3 ] [ 17 ] |
| ME 1995     | Pistolet centralnego zapłonu, 25 m            | 583 punkty  | 5       | [ 16 ] [ 3 ] [ 17 ] |
| ME 1995     | Pistolet pneumatyczny, 10 m                   | 572 punkty  | 33      | [ 16 ] [ 3 ] [ 17 ] |
| ME 1996     | Pistolet pneumatyczny, 10 m                   | 575 punktów | 33      | [ 16 ] [ 3 ] [ 17 ] |
| ME 1997     | Pistolet szybkostrzelny, 25 m                 | 583 punkty  | 9       | [ 16 ] [ 3 ] [ 17 ] |
| ME 1997     | Pistolet pneumatyczny, 10 m                   | 574 punkty  | 24      | [ 16 ] [ 3 ] [ 17 ] |
| ME 1998     | Pistolet pneumatyczny, 10 m                   | 568 punktów | 43      | [ 16 ] [ 3 ] [ 17 ] |
| ME 1999     | Pistolet szybkostrzelny, 25 m                 | 588+98,4    | 7       | [ 16 ] [ 3 ] [ 17 ] |
| ME 1999     | Pistolet pneumatyczny, 10 m                   | 574 punkty  | 25      | [ 16 ] [ 3 ] [ 17 ] |
| ME 2003     | Pistolet szybkostrzelny, 25 m                 | 583 punkty  | 8       | [ 16 ] [ 3 ] [ 17 ] |
| ME 2003     | Pistolet pneumatyczny, 10 m                   | 574 punkty  | 35      | [ 16 ] [ 3 ] [ 17 ] |
| ME 2005     | Pistolet szybkostrzelny, 25 m                 | 573 punkty  | 14      | [ 16 ] [ 3 ] [ 17 ] |
| ME 2005     | Pistolet pneumatyczny, 10 m                   | 573 punkty  | 36      | [ 16 ] [ 3 ] [ 17 ] |
| ME 2006     | Pistolet pneumatyczny, 10 m                   | 572 punkty  | 38      | [ 16 ] [ 3 ] [ 17 ] |
| ME 2007     | Pistolet szybkostrzelny, 25 m                 | 574 punkty  | 14      | [ 16 ] [ 3 ] [ 17 ] |
| ME 2011     | Pistolet szybkostrzelny, 25 m                 | 569 punktów | 22      | [ 16 ] [ 3 ] [ 17 ] |

### Złote medale mistrzostw ZSRR
| Mistrzostwa | Konkurencja                                   | Miejsce | Źródło |
| ----------- | --------------------------------------------- | ------- | ------ |
| 1970        | Pistolet centralnego zapłonu, 25 m            | 1       | [ 16 ] |
| 1970        | Pistolet standardowy, 25 m, drużynowo         | 1       | [ 16 ] |
| 1972        | Pistolet szybkostrzelny, 25 m, drużynowo      | 1       | [ 16 ] |
| 1972        | Pistolet standardowy, 25 m, drużynowo         | 1       | [ 16 ] |
| 1972        | Pistolet centralnego zapłonu, 25 m, drużynowo | 1       | [ 16 ] |
| 1974        | Pistolet szybkostrzelny, 25 m, drużynowo      | 1       | [ 16 ] |
| 1976        | Pistolet szybkostrzelny, 25 m, drużynowo      | 1       | [ 16 ] |
| 1976        | Pistolet standardowy, 25 m, drużynowo         | 1       | [ 16 ] |
| 1977        | Pistolet szybkostrzelny, 25 m, drużynowo      | 1       | [ 16 ] |
| 1978        | Pistolet szybkostrzelny, 25 m, drużynowo      | 1       | [ 16 ] |
| 1979        | Pistolet centralnego zapłonu, 25 m            | 1       | [ 16 ] |
| 1983        | Pistolet standardowy, 25 m, drużynowo         | 1       | [ 16 ] |
| 1983        | Pistolet centralnego zapłonu, 25 m, drużynowo | 1       | [ 16 ] |
| 1984        | Pistolet szybkostrzelny, 25 m, drużynowo      | 1       | [ 16 ] |
| 1986        | Pistolet szybkostrzelny, 25 m                 | 1       | [ 16 ] |
| 1988        | Pistolet szybkostrzelny, 25 m, drużynowo      | 1       | [ 16 ] |
| 1990        | Pistolet standardowy, 25 m, drużynowo         | 1       | [ 16 ] |
| 1990        | Pistolet centralnego zapłonu, 25 m, drużynowo | 1       | [ 16 ] |
| 1991        | Pistolet szybkostrzelny, 25 m, drużynowo      | 1       | [ 16 ] |